# Mathias Flückiger
Mathias Flückiger (ur. 27 września 1988 w Ochlenbergu) – szwajcarski kolarz górski i przełajowy, wicemistrz olimpijski, wielokrotny medalista mistrzostw świata i trzykrotny mistrzostw Europy MTB.

## Kariera
Największy sukces w karierze Mathias Flückiger osiągnął w 2012 roku, kiedy zdobył brązowy medal w cross-country podczas mistrzostw świata MTB w Leogang. W zawodach tych wyprzedzili go jedynie dwaj rodacy: Nino Schurter oraz starszy brat - Lukas Flückiger. W tej samej konkurencji zdobył także dwa medale w kategorii U-23: złoty na mistrzostwach świata w Mont-Sainte-Anne i brązowy na rozgrywanych dwa lata wcześniej mistrzostwach świata w Val di Sole. Jest ponadto mistrzem świata i Europy wśród juniorów z 2006 roku. Na mistrzostwach kontynentu zdobył także brązowy medal w 2008 roku i złoty dwa lata później w kategorii U-23. Startuje także w wyścigach przełajowych, zdobył między innymi złoty medal podczas mistrzostw Szwajcarii juniorów w 2006 roku.
Na igrzyskach olimpijskich w Tokio wywalczył srebrny medal w cross-country, rozdzielając Thomasa Pidcocka z Wielkiej Brytanii i Hiszpana Davida Valero.